# Membres de l'Ordre du Canada, par ordre alphabétique B
• a démissionné 
| Nom                          | Ville                      | Province                  | Grade     | Année | Occupation                   |
| Lorne A. Babiuk              | Saskatoon                  | Saskatchewan              | Officier  | 2005  | Immunologue                  |
| André Bachand                | Outremont                  | Québec                    | Membre    | 1979  | Politicien                   |
| Frédéric Back                | Montréal                   | Québec                    | Officier  | 1990  | Réalisateur                  |
| Kevork Baghdjian             | Montréal                   | Québec                    | Membre    | 1978  | Sociologue                   |
| Flora Minnie Leone Bagnall   | Hunter River               | Île-du-Prince-Édouard     | Membre    | 1994  | Politicienne                 |
| Glen Merlyn Bagnell          | Dartmouth                  | Nouvelle-Écosse           | Membre    | 1999  | Bénévolat                    |
| Elizabeth Bagshaw            | Hamilton                   | Ontario                   | Membre    | 1972  | Directrice médicale          |
| John Edward Bahen            | Surrey                     | Colombie-Britannique      | Membre    | 2001  | Ingénieur civil              |
| Alfred Goldsworthy Bailey    | Fredericton                | Nouveau-Brunswick         | Officier  | 1978  | Historien, poète             |
| A. Charles Baillie           | Toronto                    | Ontario                   | Officier  | 2006  | Chancelier d'université      |
| George Bain                  | Mahone Bay                 | Nouvelle-Écosse           | Officier  | 2000  | Journaliste                  |
| Harry W. Bain                | Callander                  | Ontario                   | Officier  | 1987  |                              |
| A. Foster Baird              | Fredericton                | Nouveau-Brunswick         | Officier  | 1968  |                              |
| David McCurdy Baird          | North Saanich              | Colombie-Britannique      | Officier  | 1986  | Géologue, photographe        |
| Nini Baird                   | West Vancouver             | Colombie-Britannique      | Membre    | 1992  |                              |
| Patricia A. Baird            | Vancouver                  | Colombie-Britannique      | Officier  | 2000  | Médecin                      |
| Vaughan Lawson Baird         | Sainte-Agathe              | Manitoba                  | Membre    | 1992  |                              |
| Clare Baker                  | Thornhill                  | Ontario                   | Membre    | 2001  |                              |
| E.A. Baker                   | Toronto                    | Ontario                   | Compagnon | 1967  |                              |
| George Chisholm Baker        | Kentville                  | Nouvelle-Écosse           | Membre    | 2000  | Jazzman                      |
| Peggy Baker                  | Toronto                    | Ontario                   | Membre    | 2005  | Danseuse                     |
| Ronald James Baker           | Surrey                     | Colombie-Britannique      | Officier  | 1978  |                              |
| Simon Baker                  | North Vancouver            | Colombie-Britannique      | Membre    | 1996  | Acteur                       |
| George Balcan                | Westmount                  | Québec                    | Membre    | 1996  | Radiodiffuseur               |
| Eric W. Balcom               | Port Dufferin-By-The-Sea   | Nouvelle-Écosse           | Membre    | 1983  |                              |
| Gerald W. Baldwin            | Ottawa                     | Ontario                   | Officier  | 1985  |                              |
| Gerald Bales                 | London                     | Ontario                   | Membre    | 1996  | Organiste                    |
| St. Clair Balfour            | Toronto                    | Ontario                   | Officier  | 1988  | Éditeur                      |
| Clara Z. Balinsky            | Westmount                  | Québec                    | Membre    | 2001  |                              |
| Geoffrey E.H. Ballard        | West Vancouver             | Colombie-Britannique      | Membre    | 1999  |                              |
| Marc A. Baltzan              | Saskatoon                  | Saskatchewan              | Officier  | 1995  | Physicien                    |
| Carolyn Jane Waldo Baltzer   | Kanata                     | Ontario                   | Officier  | 1988  |                              |
| George Michael Bancroft      | London                     | Ontario                   | Officier  | 2002  | Scientifique                 |
| Charles S. Band              | Toronto                    | Ontario                   | Compagnon | 1969  | Homme d'affaires             |
| Mona Blair Bandeen           | Toronto                    | Ontario                   | Membre    | 1996  |                              |
| Robert A. Bandeen            | Toronto                    | Ontario                   | Officier  | 1980  | Homme d'affaires             |
| Madeleine E. Banister        | Red Deer                   | Alberta                   | Membre    | 1984  |                              |
| Tommy Banks                  | Edmonton                   | Alberta                   | Officier  | 1991  | Pianiste, politicien         |
| Keith G. Banting             | Kingston                   | Ontario                   | Membre    | 2004  |                              |
| William J. Barakett          | Lac-Brome                  | Québec                    | Membre    | 2002  | Omnipraticien                |
| André Barbeau                | Montréal                   | Québec                    | Officier  | 1980  | Neurologue                   |
| François Barbeau             | Montréal                   | Québec                    | Membre    | 1998  | Metteur en scène             |
| Marius Barbeau               | Ottawa                     | Ontario                   | Compagnon | 1967  | Anthropologue, ethnologue    |
| Victor Barbeau               | Outremont                  | Québec                    | Officier  | 1970  | Écrivain, philosophe         |
| Clarence L. Barber           | Victoria                   | Colombie-Britannique      | Officier  | 1987  | Économiste                   |
| H. Douglas Barber            | Dundas                     | Ontario                   | Officier  | 2006  | Homme d'affaires             |
| Irving K. Barber             | Delta                      | Colombie-Britannique      | Officier  |       |                              |
| Lloyd Barber                 | Regina Beach               | Saskatchewan              | Compagnon | 1978  | Président d'université       |
| Lawrence Ross Coates Barclay | Sackville                  | Nouveau-Brunswick         | Membre    | 2000  |                              |
| Mary Belle Barclay           | Calgary                    | Alberta                   | Membre    | 1987  | Institutrice                 |
| Ralph MacKenzie Barford      | North York                 | Ontario                   | Membre    | 2006  | Docteur en droit             |
| Marcel Baril                 | Noranda                    | Québec                    | Membre    | 1981  | Peintre                      |
| C.A.V. Barker                | Guelph                     | Ontario                   | Membre    | 1986  |                              |
| Mary Ross Barker             | Ingonish                   | Nouvelle-Écosse           | Membre    | 1999  |                              |
| Harvey Barkun                | Rockcliffe                 | Ontario                   | Officier  | 1995  |                              |
| André Barnard                | Québec                     | Québec                    | Membre    | 1983  |                              |
| Kenneth N. Barnard           | Comté de Halifax           | Nouvelle-Écosse           | Membre    | 1978  |                              |
| Christopher Richard Barnes   | Victoria                   | Colombie-Britannique      | Membre    | 1996  |                              |
| Michael Barnes               | Haliburton                 | Ontario                   | Membre    | 1994  |                              |
| Henry J.M. Barnett           | King City                  | Ontario                   | Compagnon | 1984  | Physicien                    |
| Joseph John Barnicke         | Toronto                    | Ontario                   | Membre    | 1988  | Entrepreneur                 |
| Gerald K. Barr               | Toronto                    | Ontario                   | Membre    | 2006  | Relations de travail         |
| Murray L. Barr               | London                     | Ontario                   | Officier  | 1968  | Physicien                    |
| Barbara Bettine Barrett      | Saint-Jean                 | Terre-Neuve-et-Labrador   | Membre    | 1995  |                              |
| David Barrett                | Victoria                   | Colombie-Britannique      | Officier  | 2005  | Politicien                   |
| James Barriere               | Verdun                     | Québec                    | Membre    | 2000  |                              |
| Alex Paul Barris             | Toronto                    | Ontario                   | Membre    | 1998  | Acteur                       |
| Augusta Barter               | Bay de Verde               | Terre-Neuve-et-Labrador   | Membre    | 1989  | Infirmière                   |
| Jean Ashworth Bartle         | Islington                  | Ontario                   | Membre    | 1998  | Professeur                   |
| Raymond Bartnikas            | Varennes                   | Québec                    | Officier  | 1998  | Scientifique                 |
| Bradford J. Barton           | Dartmouth                  | Nouvelle-Écosse           | Membre    | 1999  |                              |
| Eric A. Barton               | Toronto                    | Ontario                   | Membre    | 1995  |                              |
| William Barton               | Ottawa                     | Ontario                   | Membre    | 1993  | Diplomate                    |
| B. Norman Barwin             | Nepean[Lequel ?]           | Ontario                   | Membre    | 1996  |                              |
| Zbigniew Stanislaw Basinski  | Ancaster                   | Ontario                   | Officier  | 1985  | Physicien                    |
| John V. Basmajian            | Ancaster                   | Ontario                   | Officier  | 1994  |                              |
| Parvathi K. Basrur           | Guelph                     | Ontario                   | Membre    | 2004  | Vétérinaire                  |
| Douglas G. Bassett           | Toronto                    | Ontario                   | Officier  | 1991  |                              |
| John W.H. Bassett            | Toronto                    | Ontario                   | Compagnon | 1985  | Concepteur-rédacteur         |
| Guido Basso                  | Consecon                   | Ontario                   | Membre    | 1994  | Trompettiste                 |
| Sonja I. Bata                | Don Mills                  | Ontario                   | Officier  | 1983  | Philanthrope                 |
| Thomas J. Bata               | Don Mills                  | Ontario                   | Compagnon | 1971  | Homme d'affaires             |
| Robert McLellan Bateman      | Île Saltspring             | Colombie-Britannique      | Officier  | 1983  | Naturaliste                  |
| David V. Bates               | Vancouver                  | Colombie-Britannique      | Membre    | 2002  | Chercheur                    |
| Gordon A. Bates              | Toronto                    | Ontario                   | Officier  | 1970  |                              |
| John Gordon Bates            | Islington                  | Ontario                   | Membre    | 1997  |                              |
| John S. Bates                | Sackville                  | Nouveau-Brunswick         | Membre    | 1989  |                              |
| Maxwell Bates                | Victoria                   | Colombie-Britannique      | Membre    | 1980  | Architecte                   |
| Manuel G. Batshaw            | Montréal                   | Québec                    | Membre    | 2003  | Travailleur social           |
| Adrian G. Battcock           | Saint-Jean                 | Terre-Neuve-et-Labrador   | Membre    | 1983  |                              |
| Albert Batten                | Fergus                     | Ontario                   | Membre    | 1976  |                              |
| Kenneth Robert Battle        | Ottawa                     | Ontario                   | Membre    | 2000  |                              |
| Robert F. Battle             | Victoria                   | Colombie-Britannique      | Membre    | 1974  |                              |
| Maurice Baudoux              | Saint-Boniface             | Manitoba                  | Officier  | 1979  | Archevêque                   |
| David W. Bauer               | Vancouver                  | Colombie-Britannique      | Officier  | 1967  | Hockeyeur                    |
| Roger Baulu                  | Verdun                     | Québec                    | Officier  | 1977  | Acteur, animateur de radio   |
| Gregory Baum                 | Montréal                   | Québec                    | Officier  | 1990  | Théologien                   |
| Alex Sasa Baumann            | Sudbury                    | Ontario                   | Officier  | 1984  | Nageur                       |
| Bertha Baumann               | Saint-Boniface             | Manitoba                  | Membre    | 1985  |                              |
| Peter C. Bawden              | Calgary                    | Alberta                   | Officier  | 1989  |                              |
| Cynthia Baxter               | Ottawa                     | Ontario                   | Membre    | 2004  |                              |
| Donald W. Baxter             | Montréal                   | Québec                    | Officier  | 1995  | Neurologue, Professeur       |
| Iain Baxter                  | Windsor                    | Ontario                   | Officier  | 2002  | Photographe, peintre         |
| Aba Bayefsky                 | Don Mills                  | Ontario                   | Membre    | 1979  | Capitaine                    |
| Mary Elizabeth Bayer         | Victoria                   | Colombie-Britannique      | Membre    | 1994  |                              |
| Beatrice Bazar               | Montréal                   | Québec                    | Membre    | 1990  |                              |
| Gert Beadle                  | Kelowna                    | Colombie-Britannique      | Membre    | 1986  | Travailleuse social          |
| Herbert W. Beall             | Ottawa                     | Ontario                   | Officier  | 2000  | Forestier                    |
| Carlyle S. Beals             | Manotick                   | Ontario                   | Officier  | 1969  | Astronome                    |
| George Edwin Beament         | Ottawa                     | Ontario                   | Membre    | 1986  | Bénévole                     |
| Richard James Beamish        | Nanaimo                    | Colombie-Britannique      | Membre    | 1998  | Scientifique                 |
| Robert E. Beamish            | Winnipeg                   | Manitoba                  | Membre    | 1990  | Physicien                    |
| Larry Beasley                | Vancouver                  | Colombie-Britannique      | Membre    | 2004  | Urbaniste                    |
| Allan Leslie Beattie         | Toronto                    | Ontario                   | Membre    | 1993  |                              |
| Bruce W. Beatty              | Ottawa                     | Ontario                   | Membre    | 1990  | Graphiste                    |
| D.S. Beatty                  | Toronto                    | Ontario                   | Membre    | 1986  |                              |
| Patricia Beatty              | Toronto                    | Ontario                   | Membre    | 2004  | Chorégraphe                  |
| Irénée Beaubien              | Montréal                   | Québec                    | Officier  | 2002  | Jésuite                      |
| Jeanine Beaubien             | Verdun                     | Québec                    | Membre    | 1974  | Actrice                      |
| Philippe de Gaspé Beaubien   | Montréal                   | Québec                    | Officier  | 1967  | Homme d'affaires             |
| Jacques Beauchamp            | Montréal                   | Québec                    | Membre    | 1986  | Journaliste                  |
| Lucette R. Beauchemin        | Outremont                  | Québec                    | Membre    | 1973  |                              |
| Micheline Beauchemin         | Montréal                   | Québec                    | Officier  | 1973  | Peintre                      |
| Guy Beaudet                  | Mont-Royal                 | Québec                    | Membre    | 1982  |                              |
| Gérald-A. Beaudoin           | Hull                       | Québec                    | Officier  | 1980  | Professeur                   |
| Jacques Beaudoin             | Verchères                  | Québec                    | Membre    | 1996  | Policier                     |
| Jocelyn Beaudoin             | Montréal                   | Québec                    | Membre    | 1996  |                              |
| Laurent Beaudoin             | Montréal                   | Québec                    | Compagnon | 1973  | Homme d'affaires             |
| Charles E. Beaulieu          | Sainte-Foy                 | Québec                    | Officier  | 1996  | Professeur, gestionnaire     |
| Jacques Beaulieu             | Sainte-Foy                 | Québec                    | Officier  | 2002  | Physicien                    |
| Guy Beaulne                  | Montréal                   | Québec                    | Membre    | 1975  | Directeur de théâtre         |
| Yvon Beaulne                 | Hull                       | Québec                    | Membre    | 1992  |                              |
| Luc Beauregard               | Montréal                   | Québec                    | Membre    | 1995  |                              |
| Emile M.A. Beauvais          | Québec                     | Québec                    | Membre    | 1976  |                              |
| H. Thomas Beck               | Toronto                    | Ontario                   | Membre    | 1996  |                              |
| James Murray Beck            | Lunenburg                  | Nouvelle-Écosse           | Membre    | 1994  |                              |
| John Beckwith                | Toronto                    | Ontario                   | Membre    | 1987  | Compositeur                  |
| Alan B. Beddoe               | Ottawa                     | Ontario                   | Officier  | 1968  |                              |
| Derek R.C. Bedson            | Winnipeg                   | Manitoba                  | Officier  | 1978  | Fonctionnaire                |
| Charles T. Beer              | Vancouver                  | Colombie-Britannique      | Membre    | 2003  |                              |
| Edith Jacobson Low-Beer      | Montréal                   | Québec                    | Membre    | 1996  |                              |
| J. Alan Beesley              | Victoria                   | Colombie-Britannique      | Officier  | 1983  | Diplomate                    |
| Paul Beeston                 | Toronto                    | Ontario                   | Membre    | 1998  | Homme d'affaires             |
| Jean Beetz                   | Montréal                   | Québec                    | Compagnon | 1989  | Avocat, juge                 |
| Robert W. Begg               | Saskatoon                  | Saskatchewan              | Officier  | 1976  | Physicien                    |
| Monique Bégin                | Ottawa                     | Ontario                   | Officier  | 1997  | Politicienne                 |
| Patricia Leone Beharriell    | Kingston                   | Ontario                   | Membre    | 1995  |                              |
| Charles Beil                 | Banff                      | Alberta                   | Membre    | 1973  | Sculpteur                    |
| Pierre Béique                | Montréal                   | Québec                    | Officier  | 1979  | Administrateur               |
| Morton Beiser                | Toronto                    | Ontario                   | Membre    | 2003  | Psychiatre                   |
| Bernard Bélanger             | Rivière-du-Loup            | Québec                    | Membre    | 2015  | Homme d'affaires             |
| Jean M. Bélanger             | Ottawa                     | Ontario                   | Officier  | 1996  | Ingénieur                    |
| Jean-Luc Bélanger            | Dieppe                     | Nouveau-Brunswick         | Membre    | 1992  |                              |
| Laurent Bélanger             | Earlton                    | Ontario                   | Membre    | 1997  |                              |
| Léonidas Bélanger            | Chicoutimi                 | Québec                    | Membre    | 1978  |                              |
| Marcel Bélanger              | Québec                     | Québec                    | Officier  | 1974  | Poète                        |
| Michel Bélanger              | Outremont                  | Québec                    | Compagnon | 1976  |                              |
| Walter Bélanger              | Matane                     | Québec                    | Membre    | 1999  |                              |
| Jean Béliveau                | Longueuil                  | Québec                    | Compagnon | 1969  | Hockeyeur                    |
| Alfred M. Bell               | Stratford                  | Ontario                   | Membre    | 1979  |                              |
| Dama Lumley Bell             | Stratford                  | Ontario                   | Membre    | 1979  |                              |
| Douglas L.D. Bell            | Whitehorse                 | Yukon                     | Membre    | 1989  |                              |
| George Gray Bell             | Scarborough                | Ontario                   | Officier  | 1988  |                              |
| Jack Bell                    | Vancouver                  | Colombie-Britannique      | Membre    | 1995  |                              |
| John Kim Bell                | Toronto                    | Ontario                   | Officier  | 1990  |                              |
| John M. Bell                 | Saskatoon                  | Saskatchewan              | Officier  | 1972  |                              |
| Lennox G. Bell               | Winnipeg                   | Manitoba                  | Officier  | 1971  |                              |
| R. Gordon Bell               | Willowdale                 | Ontario                   | Officier  | 1979  |                              |
| Ralph P. Bell                | Murder Point               | Nouvelle-Écosse           | Officier  | 1971  |                              |
| Robert E. Bell               | Delta                      | Colombie-Britannique      | Compagnon | 1971  |                              |
| Ruth Marion Bell             | Ottawa                     | Ontario                   | Membre    | 1981  |                              |
| Thomas Johnston Bell         | Toronto                    | Ontario                   | Officier  | 1989  |                              |
| Louise Bellavance            | Charlesbourg               | Québec                    | Membre    | 2000  |                              |
| Bernard Belleau              | Montréal                   | Québec                    | Officier  | 1981  |                              |
| Pierre de Bellefeuille       | Verdun                     | Québec                    | Officier  | 1967  |                              |
| Maurice Bellemare            | Saint-Jean-des-Piles       | Québec                    | Officier  | 1983  |                              |
| Francesco Bellini            | Montréal                   | Québec                    | Officier  | 1999  |                              |
| Mimi M. Belmonte             | Verdun                     | Québec                    | Membre    | 1998  |                              |
| Helen R. Belyea              | Calgary                    | Alberta                   | Officier  | 1976  |                              |
| Frances Belzberg             | Vancouver                  | Colombie-Britannique      | Membre    | 1995  |                              |
| Jenny Belzberg               | Calgary                    | Alberta                   | Membre    | 1996  |                              |
| Samuel Belzberg              | Vancouver                  | Colombie-Britannique      | Officier  | 1988  |                              |
| Charles H. Belzile           | Ottawa                     | Ontario                   | Membre    | 2000  |                              |
| Hervé Belzile                | Repentigny                 | Québec                    | Membre    | 1994  |                              |
| Marjorie Bencz               | Edmonton                   | Alberta                   | Membre    | 2005  |                              |
| John G. Bene                 | Vancouver                  | Colombie-Britannique      | Officier  | 1983  |                              |
| Daniel Benedict              | Ottawa                     | Ontario                   | Membre    | 1998  |                              |
| Agnes M. Benidickson         | Ottawa                     | Ontario                   | Compagnon | 1987  |                              |
| Avie Bennett                 | Toronto                    | Ontario                   | Compagnon | 1991  |                              |
| Ernest G. Sterndale Bennett  | Vancouver                  | Colombie-Britannique      | Membre    | 1974  |                              |
| Gordon L. Bennett            | Charlottetown              | Île-du-Prince-Édouard     | Officier  | 1983  |                              |
| Jalynn H. Bennett            | Toronto                    | Ontario                   | Membre    | 2000  |                              |
| Myra M. Bennett              | Daniel's Harbour           | Terre-Neuve-et-Labrador   | Membre    | 1973  |                              |
| William Bennett              | Kelowna                    | Colombie-Britannique      | Officier  | 1976  |                              |
| Claude Benoit                | Montréal                   | Québec                    | Membre    | 2004  |                              |
| Jehane Benoît                | Sutton                     | Québec                    | Officier  | 1973  |                              |
| Jacques Bensimon             | Montréal                   | Québec                    | Membre    | 2004  |                              |
| H. Clark Bentall             | Vancouver                  | Colombie-Britannique      | Officier  | 1988  |                              |
| C. Fred Bentley              | Edmonton                   | Alberta                   | Officier  | 1994  |                              |
| James M. Bentley             | Edmonton                   | Alberta                   | Officier  | 1967  |                              |
| Peter J.G. Bentley           | Vancouver                  | Colombie-Britannique      | Officier  | 1983  |                              |
| André Bérard                 | Montréal                   | Québec                    | Officier  | 1995  |                              |
| David Jay Bercuson           | Calgary                    | Alberta                   | Officier  | 2003  |                              |
| Samuel Berger                | Montréal                   | Québec                    | Membre    | 1986  |                              |
| Thomas R. Berger             | Vancouver                  | Colombie-Britannique      | Officier  | 1989  |                              |
| Henri Bergeron               | Outremont                  | Québec                    | Officier  | 1978  |                              |
| Madeleine Bergeron           | Québec                     | Québec                    | Officier  | 1972  |                              |
| Pierre Bergeron              | Chicoutimi                 | Québec                    | Membre    | 2003  |                              |
| Michel G. Bergeron           | Québec                     | Québec                    | Membre    | 2011  |                              |
| Sidney van den Bergh         | Victoria                   | Colombie-Britannique      | Officier  | 1994  |                              |
| Daniel E. Bergsagel          | Toronto                    | Ontario                   | Membre    | 1989  |                              |
| Norbert Berkowitz            | Edmonton                   | Alberta                   | Membre    | 1984  |                              |
| Boris Berlin                 | Toronto                    | Ontario                   | Officier  | 2000  |                              |
| Louis Berlinguet             | Verdun                     | Québec                    | Officier  | 1974  |                              |
| Camille Bernard              | Montréal                   | Québec                    | Membre    | 1981  |                              |
| Wanda Thomas Bernard         | Halifax                    | Nouvelle-Écosse           | Membre    | 2004  |                              |
| Mario Bernardi               | Toronto                    | Ontario                   | Compagnon | 1972  |                              |
| Jean-Guy Bernier             | Montréal                   | Québec                    | Membre    | 1988  |                              |
| Sylvie Bernier               | Laval                      | Québec                    | Membre    | 1985  |                              |
| Alan Bernstein               | Toronto                    | Ontario                   | Officier  | 2002  |                              |
| Albert E. Berry              | St. Mary's                 | Ontario                   | Officier  | 1973  | Ingénieur                    |
| Virginia Berry               | Winnipeg                   | Manitoba                  | Membre    | 1986  |                              |
| Pierre Berton                | Kleinburg                  | Ontario                   | Compagnon | 1974  |                              |
| Claude Bertrand              | Outremont                  | Québec                    | Compagnon | 1971  | Neurologue                   |
| Gilles Bertrand              | Montréal                   | Québec                    | Officier  | 1988  | Neurologue                   |
| Hector-Louis Bertrand        | Sudbury                    | Ontario                   | Membre    | 1991  |                              |
| Janette Bertrand             | Montréal                   | Québec                    | Officier  | 2002  | Comédienne                   |
| Marlene Bertrand             | Winnipeg                   | Manitoba                  | Membre    | 2003  |                              |
| Thérèse Saint Bertrand       | Ottawa                     | Ontario                   | Membre    | 1983  |                              |
| Jean-Yves Bérubé             | Cap-Chat                   | Québec                    | Membre    | 1979  | Homme d'affaires             |
| Louise Bessette              | Montréal                   | Québec                    | Membre    | 2001  | Pianiste                     |
| Joseph M. Besso              | Westmount                  | Québec                    | Membre    | 1978  |                              |
| Carrie Best                  | New Glasgow                | Nouvelle-Écosse           | Officier  | 1974  | Journaliste                  |
| Charles H. Best              | Toronto                    | Ontario                   | Compagnon | 1967  | Chercheur                    |
| Clarence Bethune             | Baddeck                    | Nouvelle-Écosse           | Membre    | 1976  |                              |
| Lois Etherington Betteridge  | Guelph                     | Ontario                   | Membre    | 1997  | Orfèvre                      |
| Benjamin Beutel              | Montréal                   | Québec                    | Membre    | 1978  |                              |
| James M.R. Beveridge         | Canning                    | Nouvelle-Écosse           | Officier  | 1977  |                              |
| Salome Bey                   | Toronto                    | Ontario                   | Membre    | 2005  | Actrice, chanteuse           |
| Gurcharan Singh Bhatia       | Edmonton                   | Alberta                   | Membre    | 1997  | Homme d'affaires             |
| Wilbrod Bherer               | Québec                     | Québec                    | Membre    | 1976  | Avocat                       |
| Alex Van Bibber              | Champagne                  | Yukon                     | Membre    | 1992  | Acteur                       |
| Reginald W. Bibby            | Lethbridge                 | Alberta                   | Officier  | 2006  | Sociologue                   |
| Clare Bice                   | London                     | Ontario                   | Membre    | 1973  | Peintre                      |
| Ralph Bice                   | Kearney                    | Ontario                   | Membre    | 1985  | Trappeur                     |
| Edward Isaac Bickert         | Toronto                    | Ontario                   | Membre    | 1996  | Guitariste                   |
| Charles Biddle               | Montréal                   | Québec                    | Membre    | 2002  | Jazzman                      |
| André C. Biéler              | Kingston                   | Ontario                   | Membre    | 1988  | Peintre                      |
| John Bienenstock             | Hamilton                   | Ontario                   | Membre    | 2001  | Immunologue                  |
| Wilfred Gordon Bigelow       | Toronto                    | Ontario                   | Officier  | 1981  | Chirurgien                   |
| James H. Biggar              | Toronto                    | Ontario                   | Officier  | 1968  |                              |
| Germain Bigué                | Val-d'Or                   | Québec                    | Membre    | 1980  | Chirurgien                   |
| Alfred J. Billes             | Willowdale                 | Ontario                   | Membre    | 1976  | Homme d'affaires             |
| Godefroy de Billy            | Chibougamau                | Québec                    | Membre    | 1989  | Maire                        |
| Bertram C. Binning           | West Vancouver             | Colombie-Britannique      | Officier  | 1971  |                              |
| Ferdinand F. Biondi          | Outremont                  | Québec                    | Membre    | 1987  | Annonceur radio              |
| Leonard Joseph Birchall      | Kingston                   | Ontario                   | Membre    | 1999  | Militaire                    |
| Florence Bird                | Ottawa                     | Ontario                   | Compagnon | 1971  | Journaliste                  |
| J.W. Bud Bird                | Fredericton                | Nouveau-Brunswick         | Officier  | 2000  | Homme politique              |
| George Drummond Birks        | Montréal                   | Québec                    | Membre    | 1992  |                              |
| Earle Birney                 | Toronto                    | Ontario                   | Officier  | 1970  | Auteur                       |
| Michel Biron                 | Nicolet                    | Québec                    | Membre    | 2001  | Homme d'affaires             |
| Guy Bisaillon                | Verdun                     | Québec                    | Membre    | 2000  |                              |
| Heather Bishop               | Woodmore                   | Manitoba                  | Membre    | 2005  | Chanteuse                    |
| Claude T. Bissell            | Toronto                    | Ontario                   | Compagnon | 1969  |                              |
| André Bisson                 | Baie-D'Urfé                | Québec                    | Officier  | 1982  | Homme d'affaires             |
| Claude Bisson                | Montréal                   | Québec                    | Officier  | 1998  |                              |
| Anik Bissonnette             | Montréal                   | Québec                    | Officier  | 1995  | Ballerine                    |
| Pierre-André Bissonnette     | Chelsea                    | Québec                    | Officier  | 1989  |                              |
| John L.N. Bitove             | Toronto                    | Ontario                   | Membre    | 1989  | Homme d'affaires             |
| Conrad M. Black              | Toronto                    | Ontario                   | Officier  | 1990  | Homme d'affaires             |
| Donald W. Black              | Régina                     | Saskatchewan              | Membre    | 2002  |                              |
| Gwendolyn Black              | Sackville                  | Nouveau-Brunswick         | Officier  | 1974  |                              |
| Harriet E. Black             | Don Mills                  | Ontario                   | Membre    | 1985  |                              |
| Harry Black (en)             | Gormley (en)               | Ontario                   | Officier  | 2002  |                              |
| James Thompson Black         | Sidney                     | Colombie-Britannique      | Membre    | 1989  |                              |
| George G. Blackburn          | Ottawa                     | Ontario                   | Membre    | 2000  | Vétéran, auteur              |
| Frederick P. Blackstein      | Pembroke                   | Ontario                   | Membre    | 2006  | Philanthrope                 |
| David Lloyd Blackwood        | Port Hope                  | Ontario                   | Membre    | 1993  | Peintre                      |
| Vincent W. Bladen            | Toronto                    | Ontario                   | Officier  | 1976  | Économiste                   |
| D. Gordon Blair              | Ottawa                     | Ontario                   | Membre    | 1998  |                              |
| S. Robert Blair              | Vancouver                  | Colombie-Britannique      | Compagnon | 1980  | Homme d'affaires, ingénieur  |
| Jean Blais                   | Warwick                    | Québec                    | Membre    | 1985  |                              |
| Marie-Claire Blais           | Montréal                   | Québec                    | Compagnon | 1972  | Écrivaine                    |
| Roger Blais                  | Dorval                     | Québec                    | Officier  | 2000  | Cinéaste                     |
| Roger A. Blais               | Laval                      | Québec                    | Compagnon | 1984  | Ingénieur                    |
| Hector (Toe) Blake           | Montréal-Ouest             | Québec                    | Membre    | 1982  | Entraîneur                   |
| Joyce M. Blake               | Régina                     | Saskatchewan              | Membre    | 1986  |                              |
| Mervyn A.C. Blake            | Toronto                    | Ontario                   | Membre    | 1995  |                              |
| Phyllis R. Blakeley          | Halifax                    | Nouvelle-Écosse           | Membre    | 1978  |                              |
| Allan Emrys Blakeney         | Saskatoon                  | Saskatchewan              | Officier  | 1992  |                              |
| Thurston Blakey              | Sudbury                    | Ontario                   | Membre    | 1985  |                              |
| Marjorie Blankstein          | Winnipeg                   | Manitoba                  | Membre    | 1982  |                              |
| Stefan Michael Blasco        | Dartmouth                  | Nouvelle-Écosse           | Membre    | 2000  |                              |
| Robin Blaser                 | Vancouver                  | Colombie-Britannique      | Membre    | 2004  |                              |
| Francis John Blatherwick     | New Westminster            | Colombie-Britannique      | Membre    | 1994  |                              |
| Lorna Vivian de Blicquy      | Dunrobin                   | Ontario                   | Membre    | 1995  |                              |
| Michael Bliss                | Toronto                    | Ontario                   | Membre    | 1998  | Biographe                    |
| George Blondin               | Rae-Edzo                   | Territoires du Nord-Ouest | Membre    | 2002  |                              |
| Ronald L. Bloore             | Toronto                    | Ontario                   | Membre    | 1993  |                              |
| Heather Munroe Blum          | Montréal                   | Québec                    | Officier  | 2003  |                              |
| Hans Blumenfeld              | Toronto                    | Ontario                   | Officier  | 1978  |                              |
| William R.C. Blundell        | North York                 | Ontario                   | Officier  | 1997  |                              |
| Stewart L. Blusson           | Vancouver                  | Colombie-Britannique      | Officier  | 2004  |                              |
| Roy E. Boates                | Summerside                 | Île-du-Prince-Édouard     | Membre    | 1990  |                              |
| Bruno Joseph Bobak           | Fredericton                | Nouveau-Brunswick         | Membre    | 1995  |                              |
| Molly Lamb Bobak             | Fredericton                | Nouveau-Brunswick         | Membre    | 1995  |                              |
| Jacques Bobet                | Montréal                   | Québec                    | Membre    | 1992  |                              |
| Jeannette F. Bock            | Montréal                   | Québec                    | Membre    | 1978  |                              |
| Douglas Bocking              | London                     | Ontario                   | Membre    | 1999  |                              |
| W.E. Brent Boddy             | Cambridge Bay              | Nunavut                   | Membre    | 1987  |                              |
| Jean Sutherland Boggs        | Westmount                  | Québec                    | Compagnon | 1973  |                              |
| William Brenton Boggs        | Toronto                    | Ontario                   | Officier  | 1988  |                              |
| Harald Bohne                 | Toronto                    | Ontario                   | Membre    | 2002  |                              |
| Pierre Bois                  | Pierrefonds                | Québec                    | Officier  | 1994  |                              |
| Horace Boivin                | Granby                     | Québec                    | Officier  | 1967  |                              |
| Colette Boky                 | Montréal                   | Québec                    | Officier  | 2002  |                              |
| Adolfo J. de Bold            | Ottawa                     | Ontario                   | Officier  | 1992  |                              |
| Roch Bolduc                  | Sainte-Foy                 | Québec                    | Officier  | 1984  |                              |
| Francis William Pius Bolger  | Charlottetown              | Île-du-Prince-Édouard     | Membre    | 1994  |                              |
| Malvina M. Bolus             | Victoria                   | Colombie-Britannique      | Officier  | 1970  |                              |
| Denise Bombardier            | Montréal                   | Québec                    | Membre    | 2015  | Chroniqueuse                 |
| J. Richard Bond              | Toronto                    | Ontario                   | Officier  | 2004  |                              |
| Roberta Lynn Bondar          | Toronto                    | Ontario                   | Officier  | 1992  |                              |
| Jean-Charles Bonenfant       | Sillery                    | Québec                    | Officier  | 1971  |                              |
| Jean-Louis Bonenfant         | Île d'Orléans              | Québec                    | Officier  | 1981  |                              |
| Yolande D. Bonenfant         | Sillery                    | Québec                    | Membre    | 1993  |                              |
| Roy Bonisteel                | Trenton                    | Ontario                   | Membre    | 1994  |                              |
| Louis-Philippe Bonneau       | St-François                | Québec                    | Officier  | 1979  |                              |
| Solomon Bonneau              | Gravelbourg                | Saskatchewan              | Membre    | 1976  |                              |
| Edsel J. Bonnell             | Saint-Jean                 | Terre-Neuve-et-Labrador   | Membre    | 2001  |                              |
| Léo Bonneville               | Montréal                   | Québec                    | Membre    | 2001  |                              |
| Bernard A. Bonser            | Pickering                  | Ontario                   | Membre    | 1985  |                              |
| Henry Borden                 | King City                  | Ontario                   | Officier  | 1969  |                              |
| Walter Borden                | Stratford                  | Ontario                   | Membre    | 2005  |                              |
| Elisabeth Mann-Borgese       | Halifax                    | Nouvelle-Écosse           | Membre    | 1988  |                              |
| A. Alan Borovoy              | Toronto                    | Ontario                   | Officier  | 1982  |                              |
| Osmond H. Borradaile         | West Vancouver             | Colombie-Britannique      | Officier  | 1982  |                              |
| Paul Michel Bosc             | St. David's                | Ontario                   | Membre    | 2005  |                              |
| Monique Bosco                | Montréal                   | Québec                    | Membre    | 2001  |                              |
| Renato Giuseppe Bosisio •    | Montréal                   | Québec                    | Membre    | 2001  |                              |
| David M. Boswell             | Cornwall                   | Île-du-Prince-Édouard     | Membre    | 1988  |                              |
| David Botsford               | Amherstburg                | Ontario                   | Membre    | 1978  |                              |
| E. Harry Botterell           | Kingston                   | Ontario                   | Officier  | 1978  |                              |
| Jacques Bouchard             | Montréal                   | Québec                    | Membre    | 1999  |                              |
| Jacques J. Bouchard          | Amos                       | Québec                    | Membre    | 1973  |                              |
| May Bouchard                 | Pomquet                    | Nouvelle-Écosse           | Membre    | 2002  |                              |
| Michel Marc Bouchard         | Montréal                   | Québec                    | Officier  | 2004  |                              |
| Micheline Bouchard           | Montréal                   | Québec                    | Membre    | 1994  |                              |
| Victor Bouchard              | Québec                     | Québec                    | Officier  | 1981  |                              |
| Gaétan Boucher               | Laval                      | Québec                    | Officier  | 1983  |                              |
| John B. Boucher              | St. Louis                  | Saskatchewan              | Membre    | 2002  |                              |
| Marcelle Boucher             | Québec                     | Québec                    | Membre    | 1977  |                              |
| André Boudreau               | Edmonton                   | Alberta                   | Membre    | 2000  |                              |
| Anselme Boudreau             | Chéticamp                  | Nouvelle-Écosse           | Membre    | 1973  |                              |
| Léone Boudreau-Nelson        | Riverview                  | Nouveau-Brunswick         | Membre    | 1990  |                              |
| Gerald Bouey                 | Ottawa                     | Ontario                   | Compagnon | 1981  |                              |
| Benoit Bouffard              | Matane                     | Québec                    | Membre    | 1981  |                              |
| Jacques Bougie               | Montréal                   | Québec                    | Officier  | 1994  |                              |
| Gilles Boulet                | Sainte-Foy                 | Québec                    | Officier  | 1985  |                              |
| Lionel Boulet                | Saint-Laurent              | Québec                    | Officier  | 1975  |                              |
| Jocelyne Bourassa            | Shawinigan                 | Québec                    | Membre    | 1972  |                              |
| Martial G. Bourassa          | Montréal                   | Québec                    | Officier  | 1993  |                              |
| Jean-Julien Bourgault        | Saint-Jean-Port-Joli       | Québec                    | Officier  | 1970  |                              |
| Lionel Bourgault             | Thetford Mines             | Québec                    | Membre    | 1973  |                              |
| Maurice J. Bourgault         | Montréal                   | Québec                    | Membre    | 1975  |                              |
| Blanche Schofield Bourgeois  | Cocagne                    | Nouveau-Brunswick         | Membre    | 1982  |                              |
| Marie Bourgeois              | Pitt Meadows               | Colombie-Britannique      | Membre    | 2004  |                              |
| Paulette Bourgeois           | Toronto                    | Ontario                   | Membre    | 2003  |                              |
| Marc Bourgie                 | Montréal                   | Québec                    | Membre    | 1990  |                              |
| Arthur S. Bourinot           | Ottawa                     | Ontario                   | Officier  | 1968  |                              |
| Marshall J. Bourinot         | Arichat                    | Nouvelle-Écosse           | Membre    | 1985  |                              |
| Arthur N. Bourns             | Burlington                 | Ontario                   | Officier  | 1982  |                              |
| Claude Bourque               | Dieppe                     | Nouveau-Brunswick         | Membre    | 1999  |                              |
| Pierre Bourque               | Montréal                   | Québec                    | Officier  | 1993  |                              |
| Pauline Boutal               | Winnipeg                   | Manitoba                  | Membre    | 1973  | Metteur en scène, peintre    |
| Jacqueline L. Boutet         | Montréal                   | Québec                    | Membre    | 1994  |                              |
| Pierre Boutet                | Charlesbourg               | Québec                    | Membre    | 1990  |                              |
| Edmund Charles Bovey         | Willowdale                 | Ontario                   | Officier  | 1978  |                              |
| Philip Churchill Bower       | Charlottetown              | Île-du-Prince-Édouard     | Membre    | 1988  |                              |
| George Bowering              | Vancouver                  | Colombie-Britannique      | Officier  | 2002  |                              |
| Marjorie Montgomery Bowker   | Edmonton                   | Alberta                   | Membre    | 1990  |                              |
| Wilbur F. Bowker             | Edmonton                   | Alberta                   | Officier  | 1990  |                              |
| Clement W. Bowman            | Sarnia                     | Ontario                   | Membre    | 1993  |                              |
| John M. Bowman               | Winnipeg                   | Manitoba                  | Officier  | 1983  |                              |
| Herbert Gideon Bown          | Ottawa                     | Ontario                   | Officier  | 1984  |                              |
| Eleanor Boyce                | Tuxedo                     | Manitoba                  | Membre    | 1977  |                              |
| Hugh Boyd                    | Ottawa                     | Ontario                   | Membre    | 2003  |                              |
| Robert A. Boyd               | Brossard                   | Québec                    | Officier  | 1982  |                              |
| William Boyd (en)            | Willowdale                 | Ontario                   | Compagnon | 1968  |                              |
| André Boyer                  | Montréal                   | Québec                    | Membre    | 1973  |                              |
| David Alexander Boyes        | Vancouver                  | Colombie-Britannique      | Officier  | 1988  |                              |
| Harry J. Boyle               | Toronto                    | Ontario                   | Officier  | 1978  |                              |
| William J.S. Boyle           | Toronto                    | Ontario                   | Membre    | 2003  |                              |
| Geraldine Braak              | Powell River               | Colombie-Britannique      | Officier  | 2000  |                              |
| Esther Braden                | Yellowknife                | Territoires du Nord-Ouest | Membre    | 2006  | Bénévole                     |
| John R. Bradfield            | Toronto                    | Ontario                   | Compagnon | 1973  |                              |
| Robert William Bradford      | Brampton                   | Ontario                   | Membre    | 1989  |                              |
| Mary Bradley                 | Toronto                    | Ontario                   | Membre    | 1976  |                              |
| Robert B. Bradley            | Willowdale                 | Ontario                   | Membre    | 1981  |                              |
| Jean Ellen Bradshaw          | Toronto                    | Ontario                   | Membre    |       |                              |
| M. Suzanne Bradshaw          | Toronto                    | Ontario                   | Membre    |       |                              |
| Alexander Brady              | Toronto                    | Ontario                   | Officier  | 1970  |                              |
| Gérard Brady                 | Rawdon                     | Québec                    | Membre    | 1981  |                              |
| William J. Brady             | London                     | Ontario                   | Membre    | 1991  |                              |
| John Bragg                   | Oxford                     | Nouvelle-Écosse           | Officier  | 1996  |                              |
| E. Arthur Braid              | Winnipeg                   | Manitoba                  | Membre    | 1991  |                              |
| F. Phillippe Brais           | Outremont                  | Québec                    | Compagnon | 1970  |                              |
| Anthony August Brait         | Saint-Jean                 | Terre-Neuve-et-Labrador   | Membre    | 1993  |                              |
| Leonard Austin Braithwaite   | Etobicoke                  | Ontario                   | Membre    | 1997  |                              |
| Deanna Marie Brasseur        | Nepean[Lequel ?]           | Ontario                   | Membre    | 1998  |                              |
| Maurice Brault               | Montréal                   | Québec                    | Membre    | 1998  |                              |
| Simon Brault                 | Montréal                   | Québec                    | Officier  | 2005  |                              |
| Omer Brazeau                 | Rimouski                   | Québec                    | Membre    | 1999  |                              |
| Maryon Brechin               | Burlington                 | Ontario                   | Membre    | 1975  |                              |
| Douglas Bremner              | Beaconsfield               | Québec                    | Membre    | 1972  |                              |
| Albert Breton                | Toronto                    | Ontario                   | Officier  | 1984  |                              |
| Elizabeth Brewster           | Saskatoon                  | Saskatchewan              | Membre    | 2001  |                              |
| Tony van Bridge              | Niagara-on-the-Lake        | Ontario                   | Membre    | 2000  |                              |
| Elizabeth Ruth Bridgman      | Winona                     | Ontario                   | Membre    | 1978  |                              |
| John C. O Brien              | Ottawa                     | Ontario                   | Officier  | 1970  |                              |
| Morag O Brien                | Cape Broyle                | Terre-Neuve-et-Labrador   | Membre    | 1988  |                              |
| Philip O Brien               | Montréal                   | Québec                    | Membre    | 2001  |                              |
| Sheila O Brien               | Calgary                    | Alberta                   | Membre    | 1998  |                              |
| Debbie Brill                 | Burnaby                    | Colombie-Britannique      | Officier  | 1983  |                              |
| James Keith Brimacombe       | Vancouver                  | Colombie-Britannique      | Officier  | 1989  |                              |
| Barbara Ann Gordon Brink     | West Vancouver             | Colombie-Britannique      | Membre    | 1995  |                              |
| Vernon C. Brink              | Vancouver                  | Colombie-Britannique      | Officier  | 1990  |                              |
| Andrew A. Briosi             | Lethbridge                 | Alberta                   | Membre    | 1974  |                              |
| Marcel Brisebois             | Montréal                   | Québec                    | Membre    | 1990  |                              |
| Louise Brissette             | Saint-Anselme              | Québec                    | Membre    | 1990  |                              |
| Donald Code Brittain         | Westmount                  | Québec                    | Officier  | 1989  |                              |
| Alan Broadbent               | Toronto                    | Ontario                   | Membre    | 2001  |                              |
| Edward Broadbent             | Ottawa                     | Ontario                   | Compagnon | 1993  |                              |
| Barry Broadfoot              | Nanaimo                    | Colombie-Britannique      | Membre    | 1997  |                              |
| Dave Broadfoot               | Toronto                    | Ontario                   | Officier  | 1983  |                              |
| Claude R. Brochu             | Montréal                   | Québec                    | Membre    | 1996  |                              |
| Jean-Marie Brochu            | Saint-Lambert-de-Lauzon    | Québec                    | Membre    | 2003  |                              |
| Sophie Brochu                | Montréal                   | Québec                    | Membre    | 2015  | Femme d'affaires, économiste |
| Stanley E. Brock             | Sillery                    | Québec                    | Membre    | 1978  |                              |
| Bertram Neville Brockhouse   | Ancaster                   | Ontario                   | Compagnon | 1982  |                              |
| Timothy Brodhead             | Montréal                   | Québec                    | Officier  | 2001  |                              |
| LeSueur Brodie               | Toronto                    | Ontario                   | Membre    | 1976  |                              |
| Paul Brodie                  | Bala                       | Ontario                   | Officier  | 1994  |                              |
| Barbara Bromley              | Yellowknife                | Territoires du Nord-Ouest | Membre    | 2000  |                              |
| Edward Bronfman              | Toronto                    | Ontario                   | Officier  | 2000  | Homme d'affaires             |
| Marjorie Bronfman            | Montréal                   | Québec                    | Membre    | 2001  |                              |
| Peter Frederick Bronfman     | Toronto                    | Ontario                   | Officier  | 1996  |                              |
| Samuel Bronfman              | Westmount                  | Québec                    | Compagnon | 1967  | Homme d'affaires             |
| Naomi Segal Bronstein        | Val-Morin                  | Québec                    | Membre    | 1983  |                              |
| John F. Brook                | Niagara-on-the-Lake        | Ontario                   | Membre    | 1990  |                              |
| Christopher Robert Brookes   | Saint-Jean                 | Terre-Neuve-et-Labrador   | Membre    | 2000  |                              |
| C. John Brooks               | Toronto                    | Ontario                   | Membre    | 1992  |                              |
| Georges Brossard             | Saint-Bruno-de-Montarville | Québec                    | Membre    | 1999  |                              |
| Alexander Brott              | Montréal                   | Québec                    | Membre    | 1979  |                              |
| Boris Brott                  | Hamilton                   | Ontario                   | Officier  | 1986  |                              |
| Lotte Brott                  | Montréal                   | Québec                    | Membre    | 1990  |                              |
| John W.D. Broughton          | Brighton                   | Ontario                   | Membre    |       |                              |
| Benoit Brouillette           | Montréal                   | Québec                    | Officier  | 1969  |                              |
| Pierre Brouillette           | Pierrefonds                | Québec                    | Membre    | 1991  |                              |
| Arch J.D. Brown              | Barrie                     | Ontario                   | Membre    | 1995  |                              |
| Arnold Brown                 | Willowdale                 | Ontario                   | Officier  |       |                              |
| Audrey A. Brown              | Victoria                   | Colombie-Britannique      | Officier  | 1967  |                              |
| Christopher Thomas Brown     | Vancouver                  | Colombie-Britannique      | Membre    | 1987  |                              |
| Clarence B. Brown            | Yellowknife                | Territoires du Nord-Ouest | Membre    |       |                              |
| G. Malcolm Brown             | Ottawa                     | Ontario                   | Officier  | 1976  |                              |
| Gordon Brown                 | Westmount                  | Québec                    | Membre    | 1995  |                              |
| Gordon Ronald Brown          | Port Carling               | Ontario                   | Membre    | 2003  |                              |
| Howard Leyton Brown          | Régina                     | Saskatchewan              | Membre    | 1986  |                              |
| Jacob A. Brown               | Saskatoon                  | Saskatchewan              | Membre    | 1987  |                              |
| Lawrence Brown               | Sault Ste. Marie           | Ontario                   | Membre    | 1977  |                              |
| May Brown                    | Vancouver                  | Colombie-Britannique      | Membre    | 1986  |                              |
| Myrl Leyton Brown            | Régina                     | Saskatchewan              | Membre    | 1985  |                              |
| Rosemary Brown               | Vancouver                  | Colombie-Britannique      | Officier  | 1996  |                              |
| William E. Brown             | Burnaby                    | Colombie-Britannique      | Membre    | 1986  |                              |
| William Thomas Brown         | Vancouver                  | Colombie-Britannique      | Membre    | 2003  |                              |
| Rachel Browne                | Winnipeg                   | Manitoba                  | Membre    | 1997  |                              |
| Kurt Browning                | Toronto                    | Ontario                   | Membre    | 1989  |                              |
| Morton Brownstein            | Montréal                   | Québec                    | Membre    | 2004  |                              |
| Ellen Bruce                  | Old Crow                   | Yukon                     | Membre    | 1990  |                              |
| James P. Bruce               | Ottawa                     | Ontario                   | Officier  | 1997  |                              |
| Maxwell Bruce                | Leaskdale                  | Ontario                   | Officier  | 2000  |                              |
| Fred Bruemmer                | Montréal                   | Québec                    | Membre    | 1983  |                              |
| Angus A. Bruneau             | Saint-Jean                 | Terre-Neuve-et-Labrador   | Officier  | 1983  |                              |
| Claude Bruneau               | Montréal                   | Québec                    | Membre    | 1990  |                              |
| Claude Brunet                | Montréal                   | Québec                    | Membre    | 1983  |                              |
| Pierre Brunet                | Verdun                     | Québec                    | Officier  | 1999  |                              |
| Joyce Bryant                 | Ottawa                     | Ontario                   | Membre    | 1973  |                              |
| Robert B. Bryce              | Ottawa                     | Ontario                   | Compagnon | 1968  |                              |
| Thomas A. Brzustowski        | Ottawa                     | Ontario                   | Officier  | 2002  |                              |
| Jane Lamond Buchan           | New Westminster            | Colombie-Britannique      | Membre    | 1998  |                              |
| Bruce Buchanan               | West Vancouver             | Colombie-Britannique      | Membre    | 2005  |                              |
| J. Judd Buchanan             | Silver Star Mountain       | Colombie-Britannique      | Officier  | 2000  |                              |
| Harold Buchwald              | Winnipeg                   | Manitoba                  | Membre    | 1993  |                              |
| Manuel Buchwald              | Toronto                    | Ontario                   | Officier  | 1991  |                              |
| Roel C. Buck                 | Toronto                    | Ontario                   | Membre    | 2001  |                              |
| Ernest Buckler               | Bridgetown                 | Nouvelle-Écosse           | Officier  | 1974  |                              |
| Francis C. Buckley           | Mississauga                | Ontario                   | Membre    |       |                              |
| Sidney L. Buckwold           | Saskatoon                  | Saskatchewan              | Officier  | 1995  |                              |
| René Buisson                 | Noranda                    | Québec                    | Membre    | 1991  |                              |
| Rémi Bujold                  | Québec                     | Québec                    | Membre    | 1996  |                              |
| Linda R. Bull                | Sherwood Park              | Alberta                   | Membre    | 2002  |                              |
| John F. Bulloch              | Willowdale                 | Ontario                   | Membre    | 1996  |                              |
| William John Antliff Bulman  | Winnipeg                   | Manitoba                  | Membre    | 1999  |                              |
| Jane Bunnett                 | Toronto                    | Ontario                   | Officier  | 2004  |                              |
| F.S. Burbidge                | Frelighsburg               | Québec                    | Officier  |       |                              |
| André Bureau                 | Montréal                   | Québec                    | Officier  | 1993  |                              |
| John H. Burgess              | Westmount                  | Québec                    | Membre    | 1987  |                              |
| Rachel L. Burgess            | Grand-Sault                | Nouveau-Brunswick         | Membre    | 1978  |                              |
| Ellen Burka                  | Toronto                    | Ontario                   | Membre    | 1978  |                              |
| Jean Robertson Burnet        | Toronto                    | Ontario                   | Membre    | 1989  |                              |
| Suzanne Rochon Burnett       | Welland                    | Ontario                   | Membre    | 2002  |                              |
| Derek H. Burney              | Ottawa                     | Ontario                   | Officier  | 1993  |                              |
| Dorothy K. Burnham           | Maberly                    | Ontario                   | Membre    | 1984  |                              |
| Charles F.W. Burns           | King                       | Ontario                   | Membre    | 1979  |                              |
| E.L.M. Burns                 | Manotick                   | Ontario                   | Compagnon | 1967  |                              |
| Elsinore C. Burns            | Toronto                    | Ontario                   | Officier  | 1968  |                              |
| James W. Burns               | Montréal                   | Québec                    | Officier  | 1989  |                              |
| Walter T. Burns              | Abbotsford                 | Colombie-Britannique      | Membre    | 1981  |                              |
| Anne Burrows                 | Edmonton                   | Alberta                   | Membre    | 1992  |                              |
| Ruth Burrows                 | Belleville                 | Ontario                   | Membre    | 1998  |                              |
| Vernon Douglas Burrows       | Nepean[Lequel ?]           | Ontario                   | Membre    | 2001  |                              |
| Lester L. Burry              | Saint-Jean                 | Terre-Neuve-et-Labrador   | Officier  | 1969  |                              |
| Nestor Burtnyk               | Kanata                     | Ontario                   | Membre    | 2000  |                              |
| G. Allan Burton              | Etobicoke                  | Ontario                   | Membre    | 1985  |                              |
| Edward Burtynsky             | Toronto                    | Ontario                   | Officier  |       |                              |
| Peter Busby                  | Vancouver                  | Colombie-Britannique      | Membre    | 2005  |                              |
| Jack Bush                    | Toronto                    | Ontario                   | Officier  | 1976  |                              |
| Walter Bushuk                | Winnipeg                   | Manitoba                  | Membre    | 2002  |                              |
| Eugène Bussière              | Québec                     | Québec                    | Membre    | 1994  |                              |
| Sharon Butala                | Eastend                    | Saskatchewan              | Officier  | 2001  |                              |
| Edith Butler                 | Outremont                  | Québec                    | Officier  | 1975  |                              |
| Esmond U. Butler             | Ottawa                     | Ontario                   | Officier  | 1986  |                              |
| Susan Butler                 | Miramichi                  | Nouveau-Brunswick         | Membre    |       |                              |
| Donna Butt                   | Trinity                    | Terre-Neuve-et-Labrador   | Membre    | 2003  |                              |
| John Clulow Butt             | Vancouver                  | Colombie-Britannique      | Membre    | 2000  |                              |
| George D.B. Butterfield      | Toronto                    | Ontario                   | Officier  |       |                              |
| Lily E. Butters              | Austin                     | Québec                    | Officière | 1972  |                              |
| M. Isabelle Butters          | Weyburn                    | Saskatchewan              | Membre    | 1979  |                              |
| Thomas H. Butters            | Gillies Bay                | Colombie-Britannique      | Membre    | 1994  |                              |
| Karel Buzek                  | Uxbridge                   | Ontario                   | Membre    | 1985  |                              |
| Cyril J. Byrne               | Halifax                    | Nouvelle-Écosse           | Membre    | 1992  |                              |
| Edward G. Byrne              | Halifax                    | Nouvelle-Écosse           | Officier  | 2001  |                              |
| Harold Byrnes                | Cecil Lake                 | Colombie-Britannique      | Membre    | 1980  |                              |